# Élections législatives de 1988 dans l'Oise
Les élections législatives françaises de 1988  se déroulent les 5 et 12 juin 1988. Dans le département de l'Oise, sept députés sont à élire dans le cadre de sept circonscriptions.

## Élus
| Circonscription | Député sortant        | Parti                 | Parti                 | Député élu ou réélu    | Parti | Parti         |
| --------------- | --------------------- | --------------------- | --------------------- | ---------------------- | ----- | ------------- |
| 1re             | Scrutin proportionnel | Scrutin proportionnel | Scrutin proportionnel | Guy Desessart          |       | Divers droite |
| 2e              | Scrutin proportionnel | Scrutin proportionnel | Scrutin proportionnel | Jean-François Mancel   |       | RPR           |
| 3e              | Scrutin proportionnel | Scrutin proportionnel | Scrutin proportionnel | Jean Anciant           |       | PS            |
| 4e              | Scrutin proportionnel | Scrutin proportionnel | Scrutin proportionnel | Arthur Dehaine         |       | RPR           |
| 5e              | Scrutin proportionnel | Scrutin proportionnel | Scrutin proportionnel | Lionel Stoléru         |       | Divers gauche |
| 6e              | Scrutin proportionnel | Scrutin proportionnel | Scrutin proportionnel | François-Michel Gonnot |       | UDF (PR)      |
| 7e              | Scrutin proportionnel | Scrutin proportionnel | Scrutin proportionnel | Jean-Pierre Braine     |       | PS            |

## Positionnement des partis
L'UDF et le RPR se présentent unis sous l'étiquette « Union du Rassemblement et du Centre » tandis que les candidats du Parti socialiste se rangent sous la bannière de la « Majorité présidentielle pour la France unie », slogan de la campagne présidentielle de François Mitterrand.

## Résultats

### Résultats à l'échelle du département
| Parti          | Parti                               | Premier tour | Premier tour | Second tour | Second tour | Sièges |
| Parti          | Parti                               | Voix         | %            | Voix        | %           | Sièges |
| -------------- | ----------------------------------- | ------------ | ------------ | ----------- | ----------- | ------ |
|                | Rassemblement pour la République    | 54 519       | 21,67        | 43 771      | 20,84       | 2      |
|                | Divers droite                       | 28 409       | 11,29        | 14 625      | 6,96        | 1      |
|                | Union pour la démocratie française  | 26 561       | 10,56        | 38 484      | 18,33       | 1      |
|                | Union du Rassemblement et du Centre | 109 489      | 43,52        | 96 880      | 46,14       | 4      |
|                |                                     |              |              |             |             |        |
|                | Parti socialiste                    | 58 646       | 23,31        | 92 084      | 43,85       | 2      |
|                | Divers gauche (Maj. prés.)          | 13 812       | 5,49         | 21 027      | 10,01       | 1      |
|                | La France unie                      | 72 458       | 28,80        | 113 111     | 53,86       | 3      |
|                |                                     |              |              |             |             |        |
|                | Parti communiste français           | 38 243       | 15,20        | Retrait     | Retrait     | 0      |
|                | Front national                      | 31 369       | 12,47        |             |             | 0      |
|                |                                     |              |              |             |             |        |
| Inscrits       | Inscrits                            | 443 896      | 100,00       | 310 556     | 100,00      | 7      |
| Abstentions    | Abstentions                         | 145 020      | 32,67        | 94 120      | 30,31       |        |
| Votants        | Votants                             | 298 876      | 67,33        | 216 436     | 69,69       |        |
| Blancs et nuls | Blancs et nuls                      | 47 317       | 15,83        | 6 445       | 2,98        |        |
| Exprimés       | Exprimés                            | 251 559      | 84,17        | 209 991     | 97,02       |        |

### Résultats par circonscription

#### Première circonscription (Beauvais-Nord)
|                | Guy Desessart élu   | Divers droite (URC, CNIP) | 17 558 | 67,13  |  |  |  |
|                | Claude Aury         | PCF                       | 4 404  | 16,84  |  |  |  |
|                | Jean-Paul Angelelli | FN                        | 4 193  | 16,03  |  |  |  |
|                | Walter Amsallem     | PS                        | 0      | 0      |  |  |  |
|                |                     |                           |        |        |  |  |  |
| Inscrits       | Inscrits            | Inscrits                  | 66 260 | 100,00 |  |  |  |
| Abstentions    | Abstentions         | Abstentions               | 18 296 | 27,61  |  |  |  |
| Votants        | Votants             | Votants                   | 47 964 | 72,39  |  |  |  |
| Blancs et nuls | Blancs et nuls      | Blancs et nuls            | 21 809 | 45,47  |  |  |  |
| Exprimés       | Exprimés            | Exprimés                  | 26 155 | 54,53  |  |  |  |

#### Deuxième circonscription (Beauvais-Ouest)
|                | Jean-François Mancel sortant réélu | RPR (URC)      | 21 307 | 71,89  |  |  |  |
|                | Katherine d'Herbais                | FN             | 4 365  | 14,73  |  |  |  |
|                | Solange Trécant                    | PCF            | 3 966  | 13,38  |  |  |  |
|                | Guy Vadepied sortant               | PS             | 0      | 0      |  |  |  |
|                |                                    |                |        |        |  |  |  |
| Inscrits       | Inscrits                           | Inscrits       | 66 918 | 100,00 |  |  |  |
| Abstentions    | Abstentions                        | Abstentions    | 19 192 | 28,68  |  |  |  |
| Votants        | Votants                            | Votants        | 47 726 | 71,32  |  |  |  |
| Blancs et nuls | Blancs et nuls                     | Blancs et nuls | 18 088 | 37,9   |  |  |  |
| Exprimés       | Exprimés                           | Exprimés       | 29 638 | 62,1   |  |  |  |

#### Troisième circonscription (Creil)
| Candidat       | Candidat                   | Parti               | Premier tour | Premier tour | Second tour | Second tour |  |
| Candidat       | Candidat                   | Parti               | Voix         | %            | Voix        | %           |  |
| -------------- | -------------------------- | ------------------- | ------------ | ------------ | ----------- | ----------- |  |
|                | Jean Anciant sortant réélu | PS                  | 15 294       | 40,89        | 23 765      | 61,9        |  |
|                | Jean-Pierre Baudry         | Divers droite (URC) | 9 865        | 26,38        | 14 625      | 38,1        |  |
|                | Maurice Bambier            | PCF                 | 7 628        | 20,4         | Retrait     | Retrait     |  |
|                | Joseph Adamczewski         | FN                  | 4 614        | 12,34        |             |             |  |
|                |                            |                     |              |              |             |             |  |
| Inscrits       | Inscrits                   | Inscrits            | 60 523       | 100,00       | 60 511      | 100,00      |  |
| Abstentions    | Abstentions                | Abstentions         | 22 318       | 36,88        | 20 862      | 34,48       |  |
| Votants        | Votants                    | Votants             | 38 205       | 63,12        | 39 649      | 65,52       |  |
| Blancs et nuls | Blancs et nuls             | Blancs et nuls      | 804          | 2,1          | 1 259       | 3,18        |  |
| Exprimés       | Exprimés                   | Exprimés            | 37 401       | 97,9         | 38 390      | 96,82       |  |

#### Quatrième circonscription (Senlis)
| Candidat       | Candidat                     | Parti          | Premier tour | Premier tour | Second tour | Second tour |  |
| Candidat       | Candidat                     | Parti          | Voix         | %            | Voix        | %           |  |
| -------------- | ---------------------------- | -------------- | ------------ | ------------ | ----------- | ----------- |  |
|                | Arthur Dehaine sortant réélu | RPR (URC)      | 21 466       | 49,93        | 26 766      | 54,71       |  |
|                | Jean-Pierre Hanniet          | PS             | 12 182       | 28,34        | 22 154      | 45,29       |  |
|                | Madeleine Delacommune        | FN             | 4 956        | 11,53        |             |             |  |
|                | Serge Macudzinski            | PCF            | 4 388        | 10,21        |             |             |  |
|                |                              |                |              |              |             |             |  |
| Inscrits       | Inscrits                     | Inscrits       | 70 815       | 100,00       | 70 798      | 100,00      |  |
| Abstentions    | Abstentions                  | Abstentions    | 23 776       | 33,57        | 20 906      | 29,53       |  |
| Votants        | Votants                      | Votants        | 47 039       | 66,43        | 49 892      | 70,47       |  |
| Blancs et nuls | Blancs et nuls               | Blancs et nuls | 4 047        | 8,6          | 972         | 1,95        |  |
| Exprimés       | Exprimés                     | Exprimés       | 42 992       | 91,4         | 48 920      | 98,05       |  |

#### Cinquième circonscription (Compiègne)
| Candidat       | Candidat           | Parti                      | Premier tour | Premier tour | Second tour | Second tour |  |
| Candidat       | Candidat           | Parti                      | Voix         | %            | Voix        | %           |  |
| -------------- | ------------------ | -------------------------- | ------------ | ------------ | ----------- | ----------- |  |
|                | Lionel Stoléru élu | Divers gauche (Maj. prés.) | 13 812       | 37,43        | 21 027      | 55,29       |  |
|                | Bernard Collomb    | RPR (URC)                  | 11 746       | 31,83        | 17 005      | 44,71       |  |
|                | Gilles Masure      | PCF                        | 7 002        | 18,97        |             |             |  |
|                | Guy Harlé d'Ophove | FN                         | 4 345        | 11,77        |             |             |  |
|                |                    |                            |              |              |             |             |  |
| Inscrits       | Inscrits           | Inscrits                   | 56 953       | 100,00       | 56 935      | 100,00      |  |
| Abstentions    | Abstentions        | Abstentions                | 19 174       | 33,67        | 17 049      | 29,94       |  |
| Votants        | Votants            | Votants                    | 37 779       | 66,33        | 39 886      | 70,06       |  |
| Blancs et nuls | Blancs et nuls     | Blancs et nuls             | 874          | 2,31         | 1 854       | 4,65        |  |
| Exprimés       | Exprimés           | Exprimés                   | 36 905       | 97,69        | 38 032      | 95,35       |  |

#### Sixième circonscription (Noyon)
| Candidat       | Candidat                   | Parti          | Premier tour | Premier tour | Second tour | Second tour |  |
| Candidat       | Candidat                   | Parti          | Voix         | %            | Voix        | %           |  |
| -------------- | -------------------------- | -------------- | ------------ | ------------ | ----------- | ----------- |  |
|                | François-Michel Gonnot élu | UDF (PR) (URC) | 15 777       | 38,86        | 22 494      | 50,5        |  |
|                | Roland Florian sortant     | PS             | 15 773       | 38,85        | 22 049      | 49,5        |  |
|                | Pierre Descaves sortant    | FN             | 4 687        | 11,54        |             |             |  |
|                | Jacques Desmoulin          | PCF            | 4 363        | 10,75        |             |             |  |
|                |                            |                |              |              |             |             |  |
| Inscrits       | Inscrits                   | Inscrits       | 61 829       | 100,00       | 61 814      | 100,00      |  |
| Abstentions    | Abstentions                | Abstentions    | 20 334       | 32,89        | 16 254      | 26,3        |  |
| Votants        | Votants                    | Votants        | 41 495       | 67,11        | 45 560      | 73,7        |  |
| Blancs et nuls | Blancs et nuls             | Blancs et nuls | 895          | 2,16         | 1 017       | 2,23        |  |
| Exprimés       | Exprimés                   | Exprimés       | 40 600       | 97,84        | 44 543      | 97,77       |  |

#### Septième circonscription (Clermont)
| Candidat       | Candidat               | Parti          | Premier tour | Premier tour | Second tour | Second tour |  |
| Candidat       | Candidat               | Parti          | Voix         | %            | Voix        | %           |  |
| -------------- | ---------------------- | -------------- | ------------ | ------------ | ----------- | ----------- |  |
|                | Jean-Pierre Braine élu | PS             | 15 397       | 40,66        | 24 116      | 60,13       |  |
|                | Patrick Malaizé        | UDF (PR) (URC) | 10 784       | 28,48        | 15 990      | 39,87       |  |
|                | Jean Sylla             | PCF            | 6 492        | 17,14        |             |             |  |
|                | Henri Bédier           | FN             | 4 209        | 11,11        |             |             |  |
|                | Francis Thabault       | Divers droite  | 986          | 2,6          |             |             |  |
|                |                        |                |              |              |             |             |  |
| Inscrits       | Inscrits               | Inscrits       | 60 598       | 100,00       | 60 498      | 100,00      |  |
| Abstentions    | Abstentions            | Abstentions    | 21 930       | 36,19        | 19 049      | 31,49       |  |
| Votants        | Votants                | Votants        | 38 668       | 63,81        | 41 449      | 68,51       |  |
| Blancs et nuls | Blancs et nuls         | Blancs et nuls | 800          | 2,07         | 1 343       | 3,24        |  |
| Exprimés       | Exprimés               | Exprimés       | 37 868       | 97,93        | 40 106      | 96,76       |  |